# ستارگان فریب‌خورده
ستارگان فریب‌خورده با عنوان کامل ستارگان فریب‌خورده - حکایت یوسف‌شاه سَرّاج، رمانی کوتاه و تاریخی است از میرزا فتحعلی آخوندزاده که در سال ۱۲۵۳ به زبان ترکی آذری نوشته شد. این اثر، نخستین رمان از یک نویسندهٔ ایرانی محسوب می‌شود. این اثر، یک رمان کوتاه تاریخی است که داستان آن در دوران صفویه رخ داده، اما نویسنده، واقعیت‌های زمان خود را با رویکردی انتقادی توصیف کرده‌است.

## نگارش و انتشار
ستارگان فریب‌خورده را میرزا فتحعلی آخوندزاده در سال ۱۲۵۳ نوشت. این رمان ابتدا به زبان ترکی آذری نوشته‌شد. نویسنده، پس از نگارش کتاب، در نامه‌ای به جلال‌الدین میرزا، فزرند فتحعلی‌شاه قاجار، از او می‌خواهد که شخصی آن را با زبانی نزدیک به زبان محاوره به فارسی برگرداند. ترجمه این اثر به فارسی را میرزا جعفر قراجه‌داغی انجام داد.

## خلاصه داستان
این اثر، یک رمان کوتاه تاریخی است که داستان آن در دوران صفویه رخ داده، اما نویسنده، واقعیت‌های زمان خود را با رویکردی انتقادی توصیف کرده‌است. داستان از این قرار است که منجمان پادشاه، او را از خطری که در راه است آگاه می‌کنند و شاه به تکاپو می‌افتد تا این حادثه را از خود دور کند. او با مشاورانش جلسه‌ای ترتیب می‌دهد و منجم پیری پیشنهاد می‌کند که شاه موقتاً از سمت خود برکنار شود و یک مجرم محکوم به مرگ بر تخت بنشیند تا بلا بر سر او نازل شود. «یوسف سَرّاج» بدین‌منظور انتخاب می‌شود. یوسف، پیشه‌ور زحمتکشی است که از بازگو کردن ستم‌های حکومت مطلقه ابایی ندارد و هنگام نشستن بر تخت سلطنت، دست به اصلاحات می‌زند و یک مجلس مشورتی تشکیل می‌دهد. اصلاحات یوسف، همان خواسته‌های آخوندزاده و دیگر روشنفکران آن زمان است. یوسف‌شاه، عاقبت با شورش درباریان و ثروتمندان از سلطنت خلع می‌شود.

## اقتباس
این داستان، به‌صورت یک داستان کوتاه با نام «یوسف شاه» در کتاب دیگر آخوندزاده با نام تمثیلات نیز آمد و ایدۀ اولیۀ سریال افسانۀ سلطان و شبان که در دهۀ ۱۳۶۰ از تلویزیون ایران پخش شد از این داستان گرفته شده‌است.